# Zelene niti
Zelene niti (eng. green threads) su procesne niti (eng. threads) kojima raspored određuje knjižnica izvođenja ili virtualni stroj (VM) umjesto matični operacijski sustav. Zelene niti emuliraju višenitna okružja ne oslanjajući se ni na koje sposobnosti matičnog operacijskog sustava,. Njima se upravlja u korisničkom prostoru umjesto u jezgri, omogućujući im raditi u okružjima koja nemaju potporu matične niti.
Zelene niti uz vlakna (engl. fibers) i koprograme (engl. coroutines) su treća razina paralelizacije uz procese i procesne niti.